# Етелберт
Вижте пояснителната страница за други личности с името Етелберт.
Етелберт (на староанглийски: Æðelberht) е крал на Кент, управлявал през 589 – 616 година.
Роден е около 550 година в семейството на краля на Кент Ерменрик, когото наследява около 589 година. Към 580 година се жени за франкската принцеса Берта. Под нейно влияние приема християнството, поставяйки началото на Църквата на Англия, за което по-късно е приет за светец. Той съставя и Законник, който е най-старият запазен до днес германски правен кодекс.
Етелберт умира на 24 февруари 616 година и е наследен от сина си Едбалд.